# 角蜥属
角蜥属（學名：Phrynosoma）是角蜥科下的一屬。牠們的身體圓形，吻鈍。背上及兩側有棘，這些棘都是變化了的鱗片，而頭上有角。在北美洲共有14個物種，單在美國就有8種。在美國體型最大及分佈最廣的是德州角蜥。

## 特徵
角蜥的形態像澳洲魔蜥，但卻只是遠親。牠們之間也有一些獨特的相似地方，如坐著等待獵物及獵食蟻等，故牠們是趨同演化的好例子。

### 避免掠食
角蜥會使用多種方式來避免被掠食。牠們的顏色一般都是一種偽裝。當受到威脅時，牠們會留在原地不動，以避免被發現。若威脅接近時，牠們會立即彈走，並突然停下，令掠食者的視覺出現誤差。若仍未能避開掠食者，牠們會膨脹身體，使其外觀好像有很多角般，感覺難以下咽。
最少有4個物種能夠在眼角射出達5呎遠的血液。牠們會限制血液離開頭部，用以增加血壓及爆破近眼睛的細小血管。這樣不單可以嚇怕掠食者，而其血液的氣味就犬科及貓科來說是很難嗅的。不過，這種方式卻對掠食性的鳥類沒有作用。牠們很多時會將頭仰向上，讓其角直立，避免從空中來的掠食者抓著頭部。

### 食性及衰落
紅收獲蟻佔了大部份角蜥的食性60-90%。牠們也會吃白蟻、甲蟲、蟋蟀、草蜢及其他細小的昆蟲。
在加利福尼亞州、德克薩斯州及其他州份，角蜥已經瀕危，並得到保護。德州角蜥已經減少了約30%，但卻有回升的跡象。牠們衰落的原因主要是棲息地的破壞、其他南美洲入侵的蟻影響了紅收獲蟻的數量、與及過度使用殺蟲劑等。

## 物種

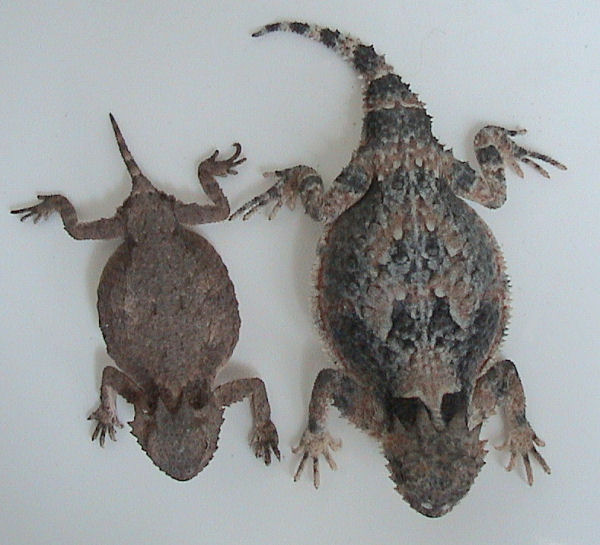
圓尾角蜥與沙漠角蜥之比較。

- 大角蜥（P. asio）
- 短尾角蜥（P. braconnieri）
- 島角蜥（P. cerroense）
- 德州角蜥（P. cornutum）
- 海岸角蜥（P. coronatum）
- 岩角蜥（P. ditmarsi）
- 短角蜥（P. douglassii）
- 山短角蜥（P. hernandesi）
- 扁尾角蜥（P. mcallii）
- 圓尾角蜥（P. modestum）

- 山角蜥（P. orbiculare）
- 沙漠角蜥（P. platyrhinos）
- 太陽角蜥（P. solare）
- 墨西哥角蜥（P. taurus）
- 海灣角蜥（P. wigginsi）

## 外部連結
- www.TexasHornedLizard.com （页面存档备份，存于）
- Digimorph.org （页面存档备份，存于）
- Horned Lizard Conservation Society （页面存档备份，存于）
- Phrynosoma.Org （页面存档备份，存于）
- Texas Christian University mascot: What's a Horned Frog? （页面存档备份，存于）
- Horny Toads - Field study of Short-horned Lizards by students of Waterville Elementary School